# Saint-Denis FC
Der Saint-Denis Football Club, auch bekannt als SDFC, ist ein Fußballverein aus Saint-Denis auf Réunion, einer französischen Insel im Indischen Ozean. Aktuell spielt der Verein in der ersten Liga.

## Geschichte
Der Verein wurde 1969 als CS Saint-Denis gegründet. Er ist mit fünf Meisterschaften und acht Pokalsiegen einer der erfolgreichsten Mannschaften der Insel. Am Ende der Saison 1997 musste CS Saint-Denis aufgrund schwerwiegender finanzieller Probleme die Meisterschaft verlassen, obwohl der Verein Titelverteidiger war. 2003 kehrte der Verein als Saint-Denis FC in die vierte Liga zurück.

## Erfolge
- Réunionischer Meister: 1980, 1984, 1987, 1995, 1996, 2022
- Réunionischer Pokalsieger: 1974, 1975, 1977, 1978, 1979, 1985, 1986, 1988
- Coupe D.O.M.: 1996
- Outremer Champions Cup: 1997

## Stadion

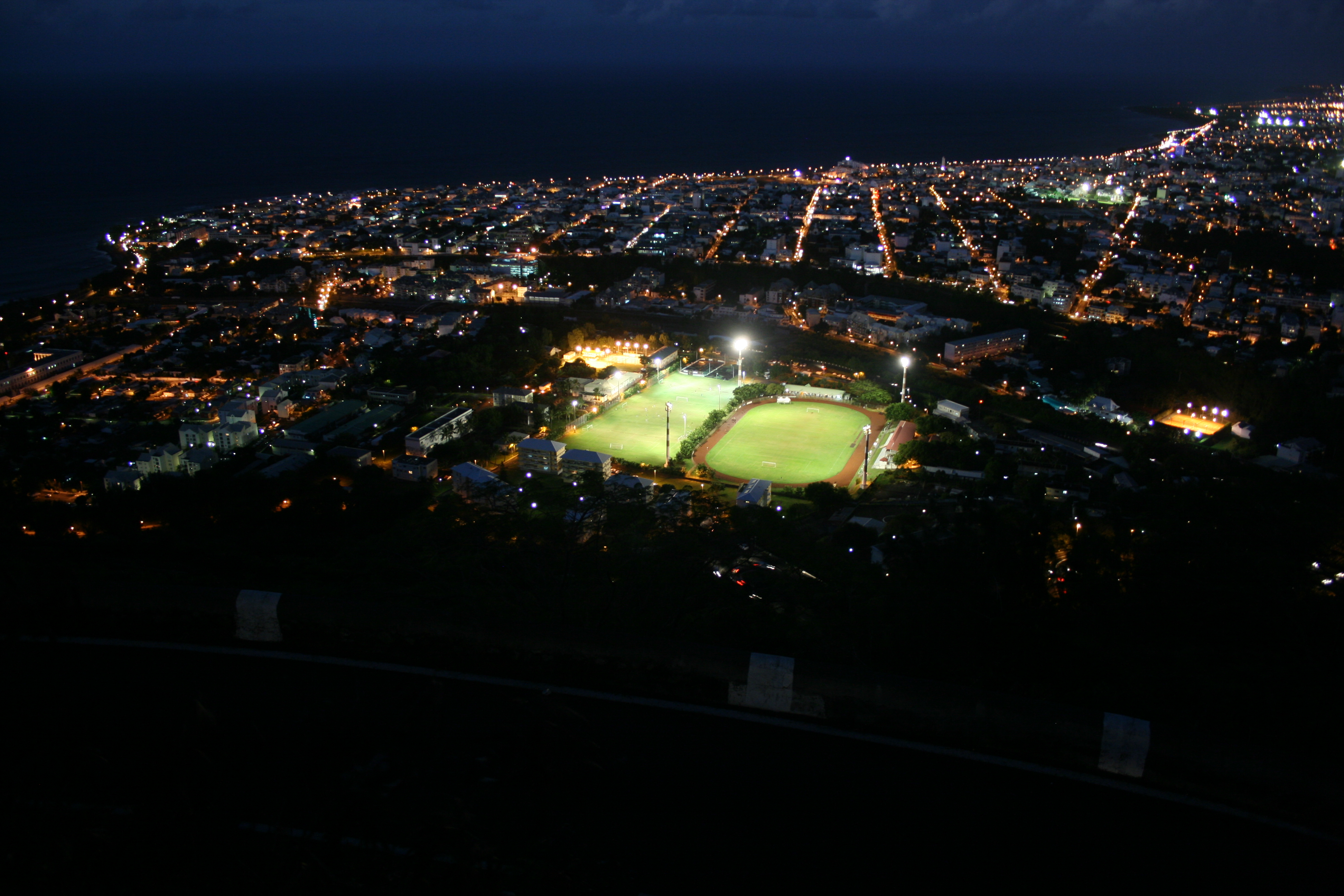
Stade de la Redoute A

Der Verein trägt seine Heimspiele im Stade de la Redoute A in Saint-Denis aus. Das Stadion hat ein Fassungsvermögen von 2000 Personen.

## Trainerchronik
| Trainer          | Nation     | von            | bis           |
| ---------------- | ---------- | -------------- | ------------- |
| Jean-Marc Nobilo | Frankreich | 1. Juli 1991   | 30. Juni 1993 |
| Farid Bensalem   | Frankreich | Juli 2017      | August 2018   |
| Marc Eschbach    | Frankreich | September 2018 | Dezember 2018 |
| Fred Bachelier   | Réunion    | Januar 2019    |               |